# خاکشیر تلخ (سرده)
خاکشیر تلخ (نام علمی: Erysimum)  (نام علمی: Cheiranthus) نام یک سرده از تیره شب‌بویان است. به این سرده از گیاهان شب بوی خیری، خیری و گیاسنگ هم گفته‌اند.

## نگارخانه

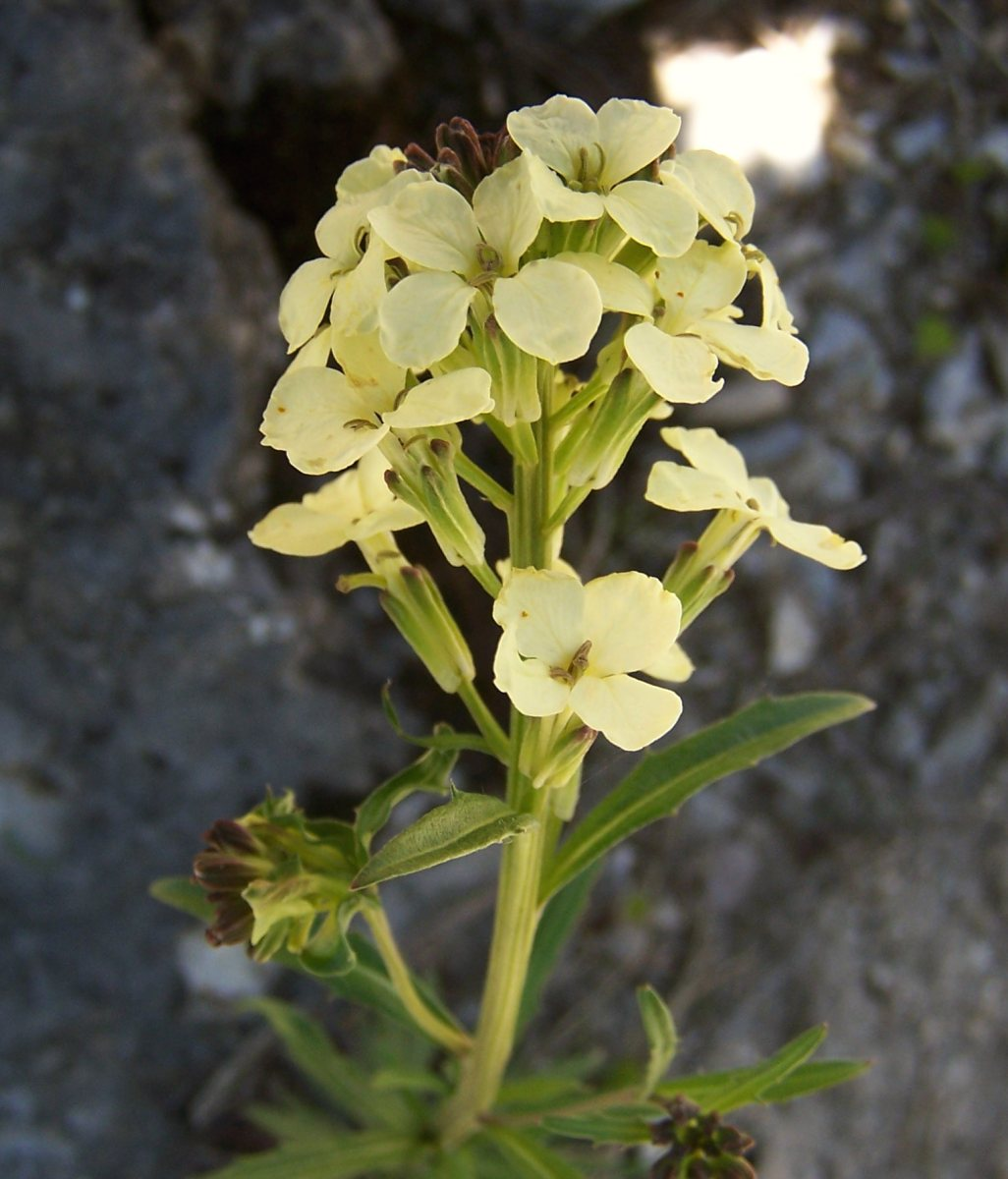
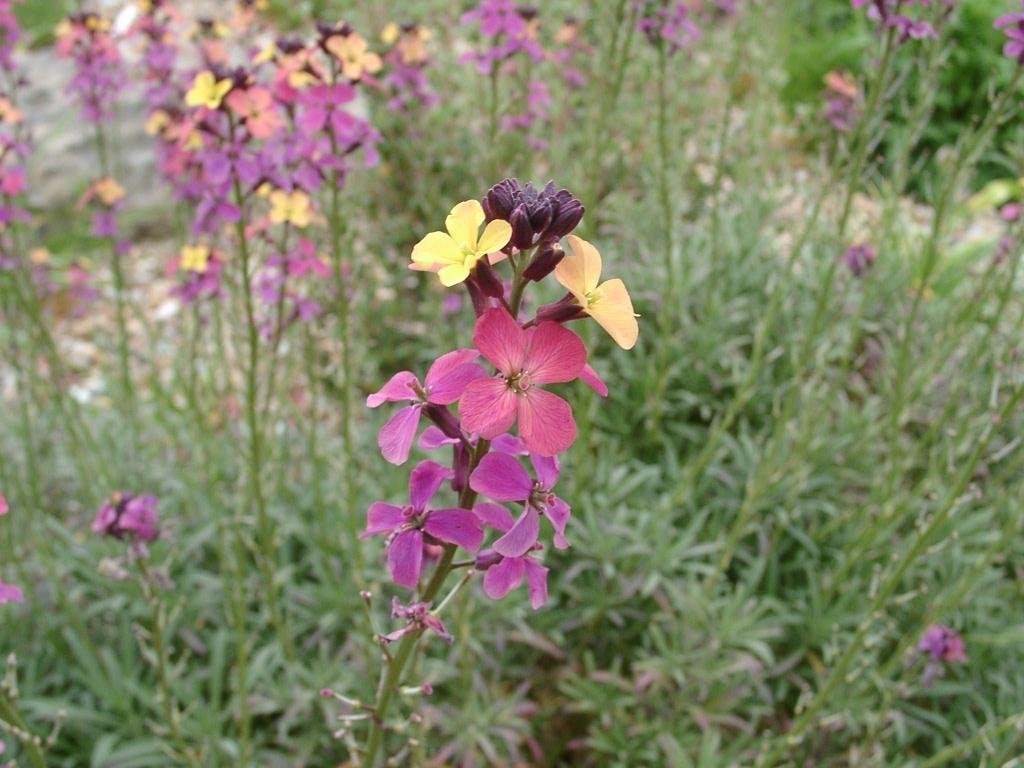
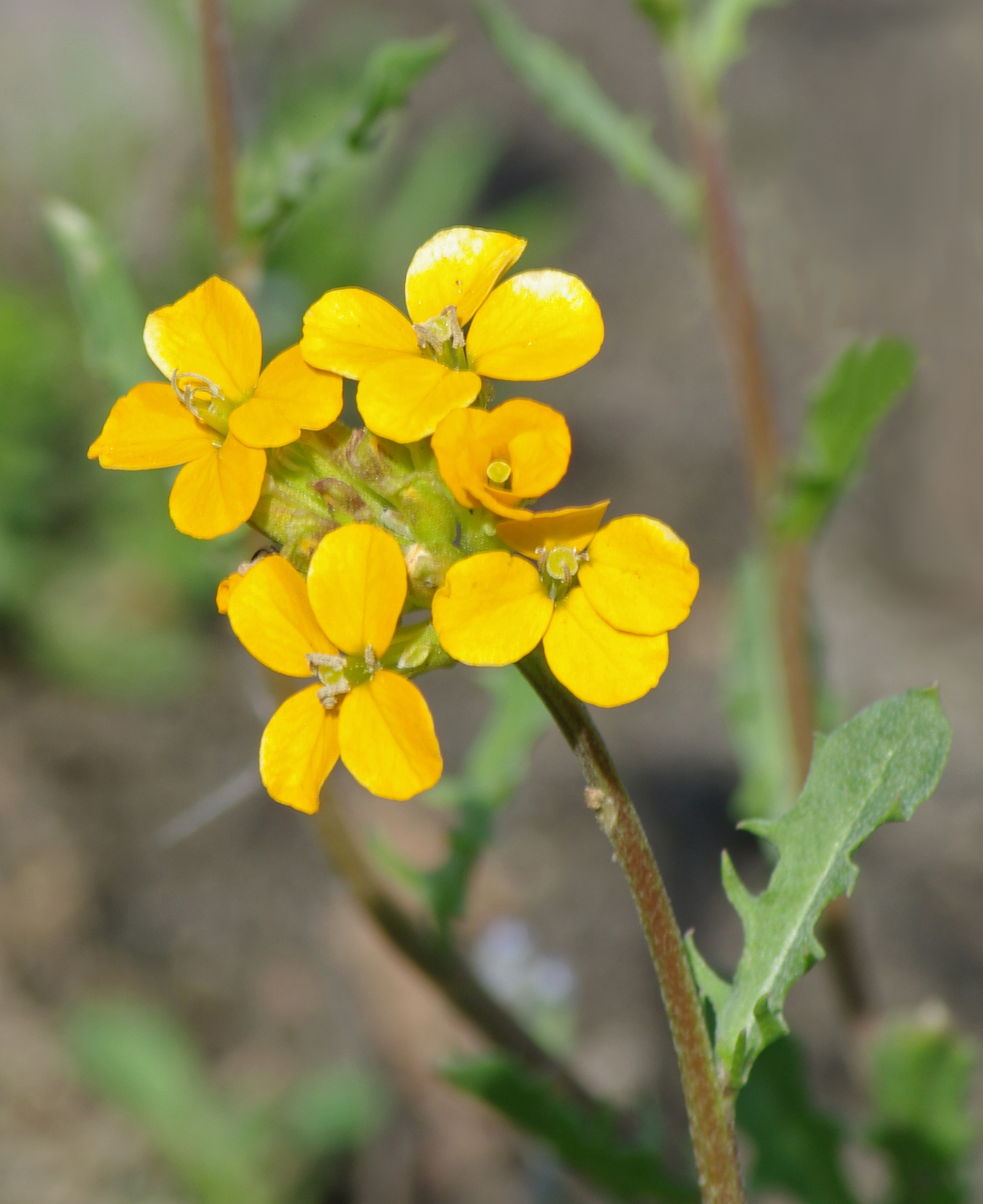
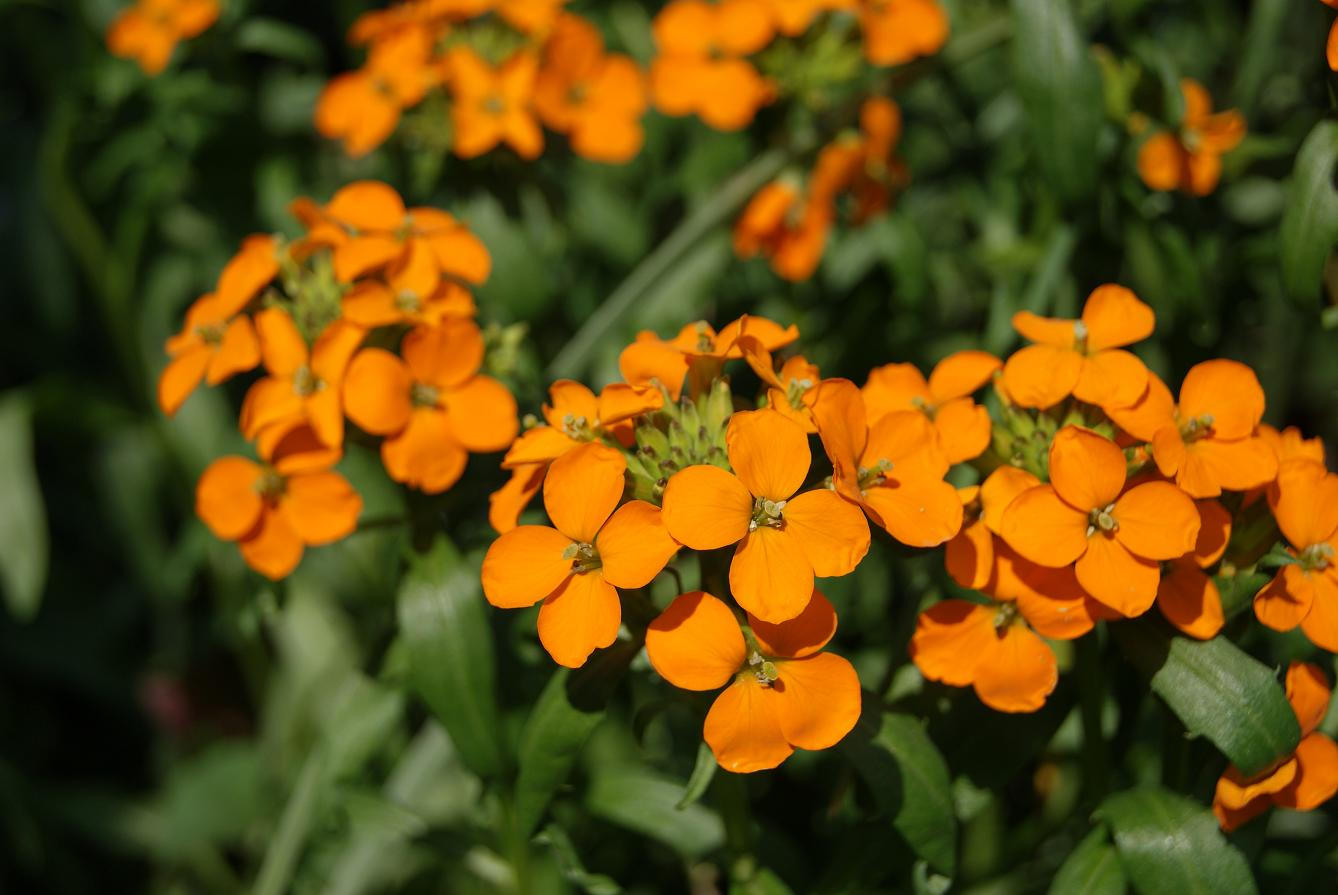